# The Miracles

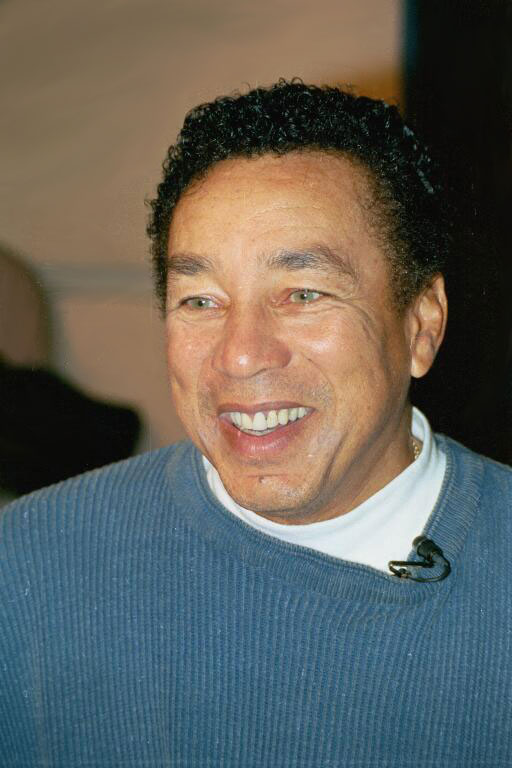
Smokey Robinson (1996)

The Miracles, in den späten 1960ern bekannt als Smokey Robinson and the Miracles, war eine einflussreiche US-amerikanische Pop-Soul-Gruppe, die im Laufe ihrer langen Karriere über 40 Erfolge in den R&B-Charts hatte.

## Geschichte
Die Gesangsgruppe wurde Mitte der 1950er in Detroit als „The Five Chimes“ gegründet. Mitglieder waren William „Smokey“ Robinson, Warren „Pete“ Moore, Clarence „Humble“ Dawson, Donald Wicker und James „Rat“ Grice. Wenig später kamen Emerson „Sonny“ Rogers, Bobby Rogers und Ronnie White, die Wicker, Grice und Dawson ersetzten. Die Gruppe nannte sich jetzt „The Matadors“. 1956 schloss sich Claudette Rogers an, nachdem ihr Bruder Sonny zum Militärdienst eingezogen worden war.
1958 kam die erste Single Got a Job unter dem endgültigen Gruppennamen „The Miracles“ heraus. 1960 war Shop Around der erste Hit der Miracles, Nummer 1 in den R&B-Charts, Nummer 2 in den Pop-Charts.
1959 heirateten Smokey Robinson und Claudette Rogers. Claudette zog sich 1964 aus der Gruppe zurück. Ab 1965 nannte sich die Gruppe „Smokey Robinson & the Miracles“. Zu ihren größten Hits dieser Periode zählen I Second That Emotion (1967) und The Tears of a Clown (1970).
1972 verließ Robinson die Miracles, um eine Solokarriere zu beginnen. Er wurde durch den 20-jährigen Billy Griffin ersetzt. Mit Love Machine (Part 1) hatte diese Besetzung 1976 einen weltweiten Hit.
1976 kam Griffins Bruder Don (1955–2015) ebenfalls zu den Miracles. Den letzten Hit hatte die Gruppe 1978 mit Mean Machine. In den 1980ern versuchte Bobby Rogers eine Wiederbelebung mit den „New Miracles“, in den 1990ern gab es eine Neuauflage der Miracles mit Billy Griffin und Claudette Robinson. Bobby Rogers starb am 3. März 2013 nach längerer Krankheit im Alter von 73 Jahren.
Am 20. März 2009 wurden die Miracles mit einem Stern auf dem Hollywood Walk of Fame geehrt. 2012 wurden die Miracles in die Rock and Roll Hall of Fame aufgenommen. Der Rolling Stone listete Smokey Robinson and the Miracles auf Rang 32 der 100 größten Musiker aller Zeiten.

## Diskografie
Studioalben

| Jahr | Titel                                                           | Höchstplatzierung, Gesamtwochen, AuszeichnungChartplatzierungen (Jahr, Titel, Platzierungen, Wochen, Auszeichnungen, Anmerkungen) | Höchstplatzierung, Gesamtwochen, AuszeichnungChartplatzierungen (Jahr, Titel, Platzierungen, Wochen, Auszeichnungen, Anmerkungen) | Höchstplatzierung, Gesamtwochen, AuszeichnungChartplatzierungen (Jahr, Titel, Platzierungen, Wochen, Auszeichnungen, Anmerkungen) | Höchstplatzierung, Gesamtwochen, AuszeichnungChartplatzierungen (Jahr, Titel, Platzierungen, Wochen, Auszeichnungen, Anmerkungen) | Anmerkungen                                                            |
| Jahr | Titel                                                           | DE | UK | US | R&B | Anmerkungen                                                            |
| ---- | --------------------------------------------------------------- | --- | --- | --- | --- | ---------------------------------------------------------------------- |
| 1963 | The Fabulous Miracles                                           | — | — | US118 (8 Wo.)US | — | Erstveröffentlichung: 28. Februar 1963 Produzent: Smokey Robinson      |
| 1963 | Doin’ Mickey’s Monkey                                           | — | — | US113 (4 Wo.)US | — | Erstveröffentlichung: 11. November 1963                                |
| 1965 | Going to a Go-Go                                                | — | — | US8 (40 Wo.)US | R&B1 (28 Wo.)R&B | Erstveröffentlichung: November 1965 Platz 271 der Rolling-Stone-500    |
| 1966 | Away We a Go-Go                                                 | — | — | US41 (27 Wo.)US | R&B3 (19 Wo.)R&B | Erstveröffentlichung: November 1966                                    |
| 1967 | Make It Happen                                                  | — | — | US28 (23 Wo.)US | R&B3 (23 Wo.)R&B | Erstveröffentlichung: August 1967                                      |
| 1968 | Special Occasion                                                | — | — | US42 (23 Wo.)US | R&B1 (30 Wo.)R&B | Erstveröffentlichung: August 1968                                      |
| 1969 | Time Out for Smokey Robinson & the Miracles                     | — | — | US25 (19 Wo.)US | — | Erstveröffentlichung: Juli 1969                                        |
| 1969 | Four in Blue                                                    | — | — | US78 (12 Wo.)US | R&B3 (19 Wo.)R&B | Erstveröffentlichung: 3. November 1969                                 |
| 1970 | What Love Has … Joined Together                                 | — | — | US97 (11 Wo.)US | R&B9 (16 Wo.)R&B | Erstveröffentlichung: 28. April 1970                                   |
| 1970 | A Pocket Full of Miracles (US) / Smokey Robinson & the Miracles | — | — | US56 (11 Wo.)US | R&B10 (17 Wo.)R&B | Erstveröffentlichung: 30. September 1970                               |
| 1970 | The Tears of a Clown                                            | — | — | US143 (12 Wo.)US | R&B30 (13 Wo.)R&B | Erstveröffentlichung: 1970 Neuauflage des Albums Make It Happen (1967) |
| 1971 | One Dozen Roses                                                 | — | — | US92 (10 Wo.)US | R&B17 (50 Wo.)R&B | Erstveröffentlichung: 27. August 1971                                  |
| 1972 | Flying High Together                                            | — | — | US46 (22 Wo.)US | R&B31 (7 Wo.)R&B | Erstveröffentlichung: 17. Juli 1972                                    |
| 1973 | Renaissance                                                     | — | — | US174 (4 Wo.)US | R&B33 (5 Wo.)R&B | Erstveröffentlichung: 18 April 1973                                    |
| 1974 | Do It Baby                                                      | — | — | US41 (21 Wo.)US | R&B4 (18 Wo.)R&B | Erstveröffentlichung: 21. August 1974                                  |
| 1975 | Don’t Cha Love It                                               | — | — | US96 (9 Wo.)US | R&B7 (11 Wo.)R&B | Erstveröffentlichung: 16. Januar 1975                                  |
| 1975 | City of Angels                                                  | — | — | US33 (30 Wo.)US | R&B29 (8 Wo.)R&B | Erstveröffentlichung: 17. September 1975                               |
| 1976 | The Power of Music                                              | — | — | US178 (3 Wo.)US | R&B35 (3 Wo.)R&B | Erstveröffentlichung: 14. September 1976                               |
| 1977 | Love Crazy                                                      | — | — | US117 (5 Wo.)US | R&B31 (6 Wo.)R&B | Erstveröffentlichung: Februar 1977                                     |

grau schraffiert: keine Chartdaten aus diesem Jahr verfügbar
Weitere Studioalben
- 1961: Hi, We’re the Miracles
- 1961: Cookin’ with the Miracles
- 1962: I’ll Try Something New
- 1965: I Like It Like That
- 1978: Miracles

## Filmografie
- T.A.M.I. Show, Regie: Steve Binder, USA 1964.